# Kantarkaya
Kantarkaya (kurd. Şorik oder Şorika jêrîn/Aşağı Şorik) ist ein Dorf im Landkreis Karlıova der türkischen Provinz Bingöl. Kantarkaya liegt in Ostanatolien auf 1870 m über dem Meeresspiegel, ca. 11 km nördlich von Karlıova.
In der Dorfnamenaufstellung in osmanischer Schrift des türkischen Innenministeriums aus dem Jahre 1928 (Son Teşkilât-ı Mülkiyede Köylerimizin Adları) hieß das Dorf Şorik süfla („unteres Şorik“). Der Name Aşağışorik (ebenfalls „unteres Şorik“) ist beim Katasteramt registriert.
Im Jahr 1985 lebten 1164 Menschen in Kantarkaya. Von 1990 bis 2000 halbierte sich die Einwohnerzahl nahezu. 2009 hatte die Ortschaft 550 Einwohner.
Im April 1998 stürzten in Kantarkaya bei einem Erdbeben Häuser ein. Bei einem weiteren Erdbeben der Stärke 5,9 im März 2005 wurden zahlreiche Gebäude beschädigt. Die Grundschule musste neu errichtet werden.